# Knivmyrtjärnarna (Lycksele socken, Lappland, 718598-165200)
Knivmyrtjärnarna är en sjö i Lycksele kommun i Lappland och ingår i Umeälvens huvudavrinningsområde.